# Little Motor Car Company

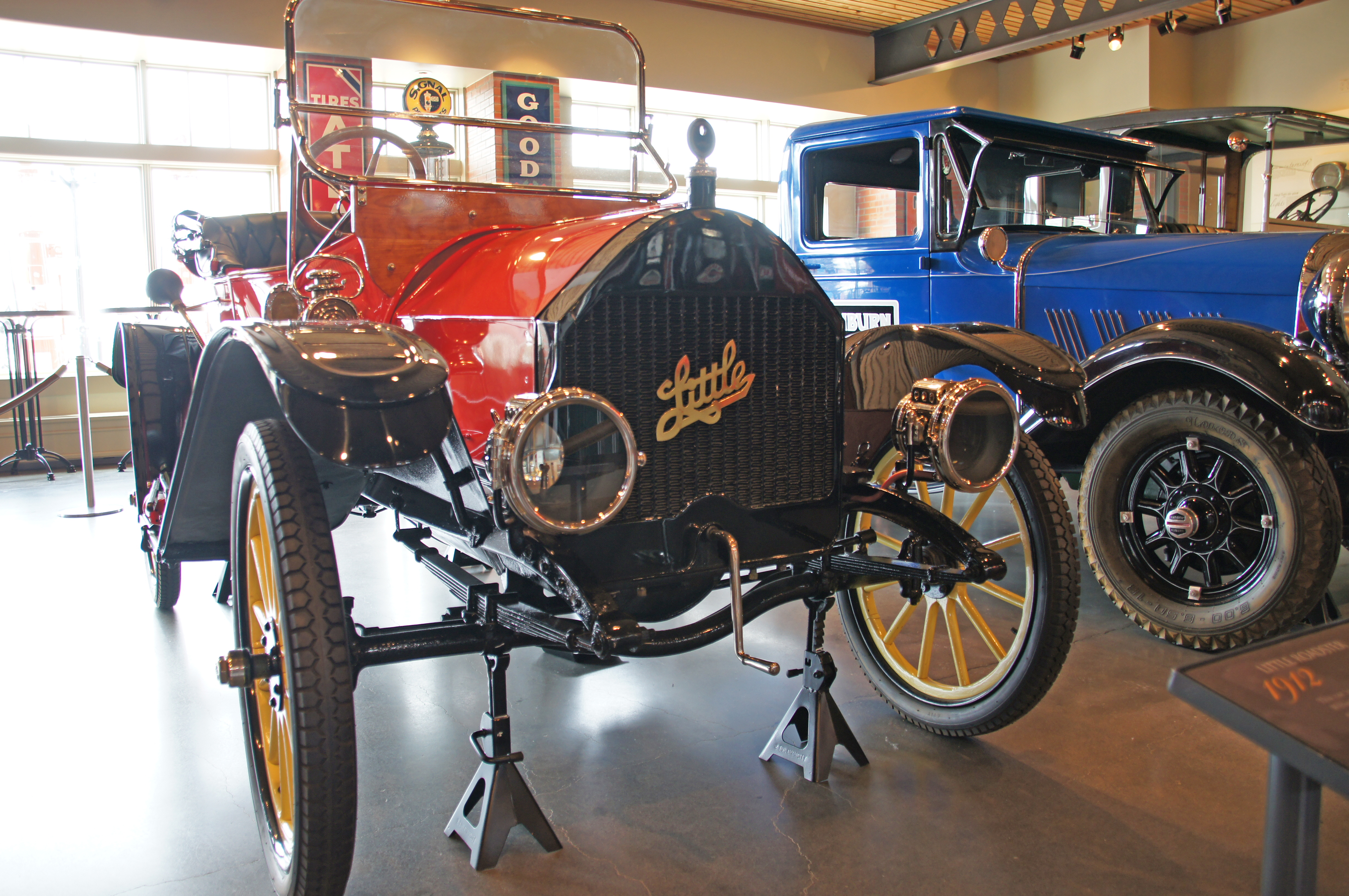
Little Four (1912)

Die Little Motor Car Company war ein US-amerikanischer Automobilhersteller, der in der Chevrolet Motor Company aufging.

## Beschreibung
Die Firma war 1911 von William H. Little und William Crapo Durant gegründet worden. Der Sitz war in Flint in Michigan. Zuvor war Little (entgegen seinem Namen ein großer Mann von fast 2 m Körperlänge) General Manager bei der Buick Motor Company und bei der Waltham Manufacturing Company gewesen. Durant hatte 1904 die Kontrolle über Buick erworben und 1908 die General Motors Company gegründet, musste aber im September 1910 seinen Chefposten bei GM räumen, weil seine aggressive Ankaufspolitik nicht aufging und der Konzern in ernsthafte Schwierigkeiten geraten war. Für ihn bedeutete der erfolgreiche Wiedereinstieg die Chance, die Kontrolle über GM zurückzugewinnen. Little war eine von zwei Marken, mit der er dies versuchte. Die andere war Chevrolet. Durant organisierte über beiden Marken ein Konzern-Dach, die neue Holdinggesellschaft Republic Motor Company mit Sitz in Tarrytown, New York.

## Little Four
Die Produktion des Little wurde in Durant's Flint Wagon Works eingerichtet wo zuvor bereits der Whiting-Motorwagen gebaut worden war. Produktionsleiter wurde Alex Hardy. Das erste Fahrzeug der neuen Marke wurde am 30. Oktober 1911 offiziell angekündigt. Die Auslieferung begann im Spätsommer 1912. Vorerst gab es aber nur ein Modell und nur eine Karosserievariante: Der Little Four war ein günstiger und zuverlässiger Roadster mit einem Vierzylindermotor von 20 PS nach damaliger Berechnungsart. Zu einem Preis ab US$ 690 bot er zwei Personen Platz. Der Radstand betrug 90 Zoll (2310 mm).
Ein mit 22 PS nach N.A.C.C. ähnlich motorisierter Ford Modell T Runabout mit zwei Sitzen kostete 1911 noch US$ 680; 1912 wurde er für nur noch US$ 590 angeboten – und Ford senkte weiterhin laufend die Preise.

## Little Six
In aller Eile musste ein leichtes Sechszylindermodell nachgeschoben werden, welches ab Ende 1912 für das Modelljahr 1913 erhältlich war. Eigentlich hätte ein solches Fahrzeug von Chevrolet kommen sollen doch der eigenwillige Chefkonstrukteur Louis Chevrolet verzögerte nicht nur die Fertigstellung des ersten Autos, sondern hatte überhaupt andere Pläne: Statt des bereits breit angekündigten Mittelklassemodells lieferte er ein veritables Luxusauto für das eigentlich kein Platz im Firmenkonzept war.
Der Little Six kam ausschließlich als fünfsitziger Touring (offener Viertürer mit Notverdeck) zu einem Preis ab US$ 1285. Dafür wurde eine Leistung von 26,4 PS und ein Fahrgestell mit 106 Zoll (2692 mm) Radstand geboten. Leider führten die leichte Bauweise und die hastige Einführung des Six zu ernsten Qualitätsproblemen. Ein ausgedehnter Test, den Durant angeordnet hatte, ließ eine Lebensdauer von weniger als 25.000 Meilen (ca. 40.000 km) erwarten. Als Durant-Produkt verkaufte er sich dennoch recht gut.

## Das Ende
Der Chevrolet Classic Six war zwar ein seriös konzipiertes und solide gebautes Auto. Einer Grosserienproduktion wie Durant wollte stand aber der Verkaufspreis von US$ 2250 im Weg. Durant entschied deshalb, die Vorteile beider Konstruktionen in einem neuen Modell, dem Chevrolet Light Six Modell L zu kombinieren. Dass dieses Auto bei Chevrolet und nicht bei Little entstand hatte neben Fertigungsgründen auch einen werbetechnischen: Wer sich „nur“ ein kleines Auto leisten konnte, legte keinen besonderen Wert darauf, dass dieses ausgerechnet „Little“ (englisch für Klein) hieß.
Im Mai 1913 lief die Produktion des Little in Flint aus. Insgesamt sind etwa 3500 Little Four und Six gebaut worden.